# José Cicote
José Cicote (Poloni, 29 de novembro de 1937 – Santo André, 21 de setembro de 2013) foi um operário, sindicalista e político brasileiro. Foi um dos fundadores do Partido dos Trabalhadores (PT).

## Biografia
José Cicote nasceu na cidade de Poloni, cidade do interior de São Paulo com pouco mais de 5.000 habitantes. Cursou o primário e especializou-se posteriormente como operador de máquinas, mecânico de manutenção e técnico de alta tensão. Ingressou na vida sindical no sindicato dos metalúrgicos de Santo André e Mauá, ao ser suplente da diretoria do sindicato. Foi destituído do cargo no governo de João Figueiredo por ser um dos cabeças de greve, junto com Luiz Inácio Lula da Silva em manifestações e greves nas de 1970 e 1980 na região do ABC.

## Vida política
No ano de 1981, assumiu o diretório municipal do Partido dos Trabalhadores (PT) na cidade de Santo André. Foi eleito deputado estadual por São Paulo no ano de 1982. Foi reeleito deputado estadual em 1986.
Candidatou-se a vice-prefeito de Santo André pela chapa encabeçada pelo também petista Celso Daniel em 1988, que foi eleita. Renunciou ao cargo de deputado estadual e tornou-se vice prefeito da cidade.
Foi eleito deputado federal em 1990 por São Paulo. Votou pelo impeachment do presidente Fernando Collor de Mello (PRN). Votou contra o Contribuição Provisória sobre Movimentação Financeira (CPMF) proposto pelo governo de Fernando Henrique Cardoso (PSDB). Tentou a reeleição para Deputado federal em 1994, mas, não foi eleito e garantiu apenas a suplência.
Deixou o PT em 1997 por discordâncias com o diretório local e mudou-se para o Partido Socialista Brasileiro (PSB).

## Controvérsias

### Briga sindical
Em 1996, foi acusado por Luiz Marinho de ter sido mentor de uma briga entre sindicalistas ligados à Força Sindical e à Central Única dos Trabalhadores (CUT) em Santo André.  A briga acabou com tiros disparados a um carro da CUT.

## Vida pessoal
Casou-se com Inês de Carvalho Cicote e tiveram três filhos.

## Morte
Morreu em Santo André, no dia 21 de setembro em 2013, após uma infecção hospitalar.